# Лобанки
Лобанки — деревня Спешнево-Ивановского сельсовета Данковского района Липецкой области.

## География
Лобанки находится между деревнями Инихово (на юге) и Рожки (на севере). Через проходит просёлочная дорога и протекает река, впадающая в Вязовню.

## Население
| 2010 |
| ---- |
| 4    |